# Цзэн (фамилия)

Клан Цзэн

Цзэн (Zēng) — китайская фамилия (клан) 曾. Одно из наиболее употребимых значений иероглифа соответствует русской словообразовательной приставке «пра-» в словах «прадед», «правнук». Встречается также в форме «Цанг» (через некорректную вторичную транскрипцию из романизации Tsang кантонскоязычного, в частности, гонконгского варианта этой фамилии).

## Известные носители фамилии Цзэн

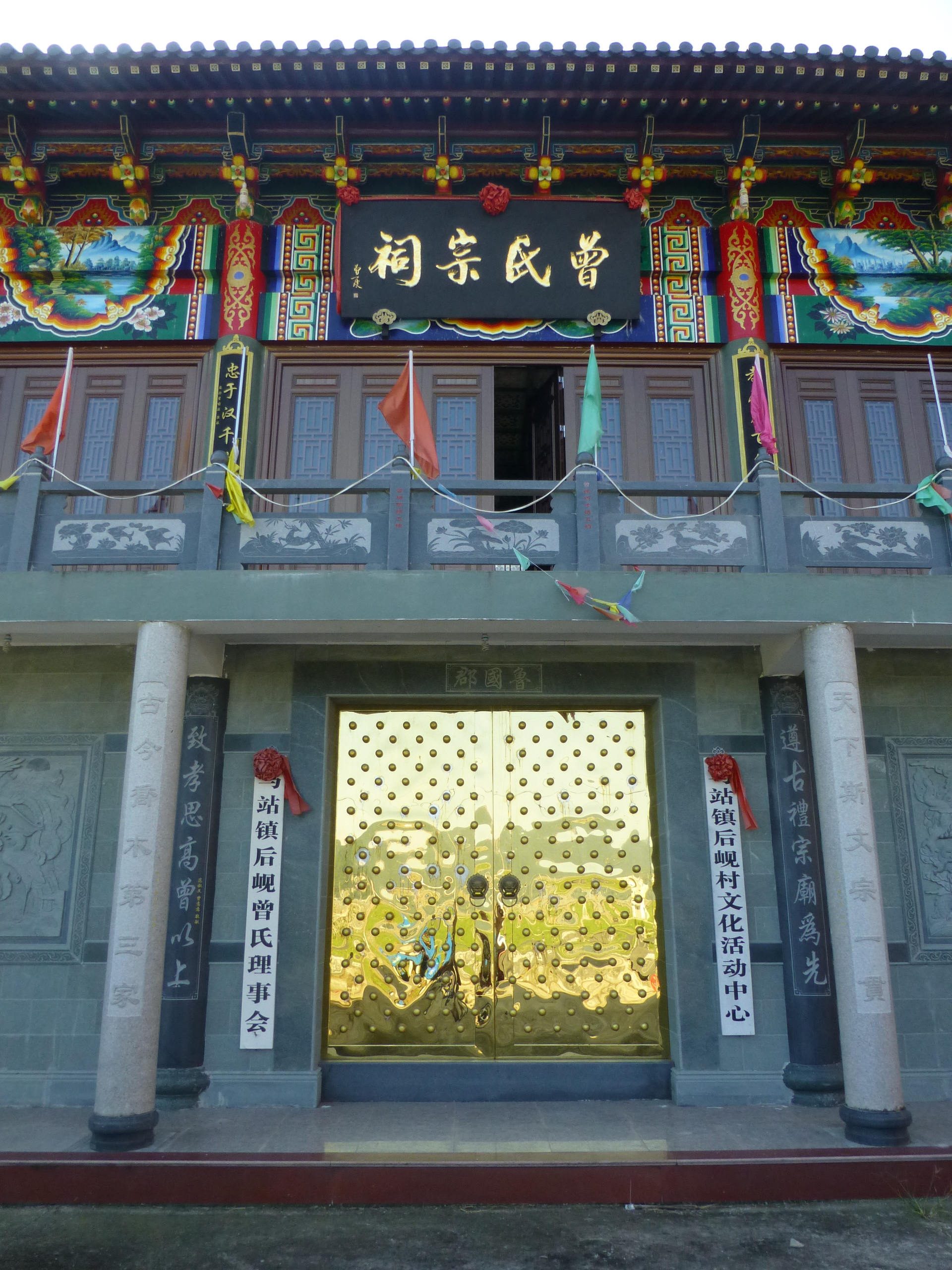
Семейный храм семейства Цзэн и дом культуры деревни Хоусянь. Посёлок Мачжань, уезд Цаннань, Чжэцзян

- Цзэн-цзы (кит. 曾子, 505 — ок. 436 до н. э.) — философ.
- Цзэн Гофань (кит. трад. 曾国藩, пиньинь Zēng Guófán, 1811—1872) — китайский политический и военный деятель, писатель.
- Цзэн Гун (曾鞏/曾巩, 1019—1083) — историк, писатель.
- Цзэн Иньцюань (иер. трад. 曾蔭權, упр. 曾荫权, кант.-рус.: Чан Ямкхюнь, пиньинь: Zēng Yinquán; род. 1944), более известный как сэр Дональд Цанг — руководитель администрации Гонконга в 2005—2012 годах.
- Цзэн Ляньсун (кит. упр. 曾联松, пиньинь Zēng Liánsōng, 1917—1999) — экономист, актёр, дизайнер флага КНР.
- Цзэн Пу (кит. 曾朴, 1872—1935) — писатель.
- Цзэн Хао:[править]  -  Цзэн Хао (род. 1988) — киноактёр.
  -  Цзэн Хао (род. 1963) — художник, преподаватель в Гуанчжоу, авангардист[1].
  -  Цзэн Хао (род. 1969?) — художник в Париже, занимается художественной адаптацией старинных буддийских росписей[2].
- Цзэн Цзиньму, Томас (кит. 曾景牧, род. 1920) — католический епископ.
- Цзэн Цзицзэ (кит. упр. 曾纪泽, палл. Zēng Jìzé) (1839, Сянсян, Хунань — 1890, Пекин) — китайский дипломат, известный как блестящий переговорщик с европейскими державами, также учёный и литератор.
- Цзэн Чжуньсинь (кит. 曾俊欣, род. 2001) — тайваньский теннисист.
- Цзэн Чэн (кит. 曾诚, род. 1987) — китайский футболист.
- Цзэн Джем (тур. Cem Zeng, род. 1985) — турецкий игрок в настольный теннис.